# Ammoconia reisseri
Ammoconia reisseri är en fjärilsart som beskrevs av Ronkay och Zoltan Varga 1984. Ammoconia reisseri ingår i släktet Ammoconia och familjen nattflyn. Inga underarter finns listade i Catalogue of Life.